# Pierre Salvadori
Pour les articles homonymes, voir Salvadori.
Pierre Salvadori, né le 8 novembre 1964 en Tunisie, est un acteur, réalisateur et scénariste français.

## Biographie
Né en 1964 en Tunisie de parents français originaires de Santo-Pietro-di-Venaco et Quenza (Corse), Pierre Salvadori arrive à Paris à l'âge de cinq ans.
Il suit des cours de cinéma ainsi qu'une formation de théâtre.
En 1989, après un passage au café-théâtre, il rédige un scénario de film qui deviendra en 1993 Cible émouvante.
En 1992, il  réalise son premier court métrage : Ménage.
En 2004, il joue le rôle du réalisateur de cinéma dans Tu vas rire, mais je te quitte de Philippe Harel.
En 2018, il est membre du jury du Festival du cinéma américain de Deauville 2018.

## Filmographie

### Réalisateur

#### Longs métrages
- 1993 : Cible émouvante
- 1995 : Les Apprentis
- 1998 : … Comme elle respire
- 2000 : Les Marchands de sable
- 2003 : Après vous
- 2006 : Hors de prix
- 2010 : De vrais mensonges
- 2014 : Dans la cour
- 2018 : En liberté !
- 2022 : La Petite Bande
- 2026 : La Vénus électrique[2]

#### Courts métrages
- 1992 : Ménage
- 1996 : L'@mour est à réinventer (mini-série, segment Un moment)

#### Télévision
- 2000 : Le Détour (téléfilm)
- 2021 : En thérapie[3], épisodes Camille (série télévisée)

### Scénariste
Pierre Salvadori est scénariste de tous ses films.
- 1998 : La Femme du cosmonaute de Jacques Monnet
- 2002 : Francisca d'Eva López Sánchez
- 2010 : Petits meurtres à l'anglaise de Jonathan Lynn
- 2011 : Itinéraire bis de Jean-Luc Perréard (crédité sous le nom de Stéphane Laurent)
- 2013 : Nautanki Saala! de Rohan Sippy

### Acteur
- 1994 : L'Histoire du garçon qui voulait qu'on l'embrasse de Philippe Harel : Walter
- 1997 : La Femme défendue de Philippe Harel :
- 1998 : La Femme du cosmonaute de Jacques Monnet : Burglar
- 1998 : … Comme elle respire de lui-même : le motard accidenté (non crédité)
- 2004 : Tu vas rire, mais je te quitte de Philippe Harel : Le metteur en scène no 2
- 2015 : Max et Lenny de Fred Nicolas : Le flic
- 2016 : Planetarium de Rebecca Zlotowski : André Servier
- 2018 : Un amour impossible de Catherine Corsini : le médecin

## Distinctions

### Récompenses
- Festival de Clermont-Ferrand 1993 : Mention spéciale du jury pour Ménage
- Festival du cinéma international en Abitibi-Témiscamingue 1993 : Prix Télébec pour Ménage
- Festival du film de Cabourg 2014 : Swann d’Or du meilleur réalisateur pour Dans la cour
- Festival de Cannes 2018 : Prix SACD section Quinzaine des réalisateurs pour En liberté !
- Lumières 2019  : Lumière du meilleur scénario partagé avec Benjamin Charbit et Benoît Graffin pour En liberté !

### Nominations
- César 1994 : César de la meilleure première œuvre pour Cible émouvante
- César 2019 : César du meilleur film, César du meilleur réalisateur et César du meilleur scénario original pour En liberté !

## Box-office
| Films                  | Années | France            |
| ---------------------- | ------ | ----------------- |
| Cible émouvante        | 1993   | 56 906 entrées    |
| Les Apprentis          | 1995   | 599 328 entrées   |
| … Comme elle respire   | 1998   | 140 639 entrées   |
| Les Marchands de sable | 2000   | 32 495 entrées    |
| Après vous             | 2003   | 921 712 entrées   |
| Hors de prix           | 2006   | 2 153 956 entrées |
| De vrais mensonges     | 2010   | 545 662 entrées   |
| Dans la cour           | 2014   | 386 293 entrées   |
| En liberté !           | 2018   | 737 724 entrées   |